# آلکساندرا گریگوریان
آلکساندرا گریگوریان (ارمنی: Ալեսանդրա Գրիգորյան؛ زادهٔ ۸ ژانویهٔ ۲۰۰۵) وزنه‌بردار زن اهل ارمنستان است که در مسابقات قهرمانی وزنه‌برداری جهان، مسابقات قهرمانی وزنه‌برداری اروپا و مسابقات قهرمانی وزنه‌برداری نوجوانان اروپا در مجموع برندهٔ ۲ مدال طلا،  ۲ مدال نقره و برندهٔ ۲ مدال برنز شده است.

## نتایج مهم
| سال                                     | مکان                            | وزن                             | یک ضرب (ک‌گ)                     | یک ضرب (ک‌گ)                     | یک ضرب (ک‌گ)                     | یک ضرب (ک‌گ)                     | یک ضرب (ک‌گ)                     | دوضرب (ک‌گ)                      | دوضرب (ک‌گ)                      | دوضرب (ک‌گ)                      | دوضرب (ک‌گ)                      | دوضرب (ک‌گ)                      | مجموع                           | رتبه                            |
| سال                                     | مکان                            | وزن                             | ۱                               | ۲                               | ۳                               | نتیجه                           | رتبه                            | ۱                               | ۲                               | ۳                               | نتیجه                           | رتبه                            | مجموع                           | رتبه                            |
| مسابقات قهرمانی وزنه‌برداری جهان         | مسابقات قهرمانی وزنه‌برداری جهان | مسابقات قهرمانی وزنه‌برداری جهان | مسابقات قهرمانی وزنه‌برداری جهان | مسابقات قهرمانی وزنه‌برداری جهان | مسابقات قهرمانی وزنه‌برداری جهان | مسابقات قهرمانی وزنه‌برداری جهان | مسابقات قهرمانی وزنه‌برداری جهان | مسابقات قهرمانی وزنه‌برداری جهان | مسابقات قهرمانی وزنه‌برداری جهان | مسابقات قهرمانی وزنه‌برداری جهان | مسابقات قهرمانی وزنه‌برداری جهان | مسابقات قهرمانی وزنه‌برداری جهان | مسابقات قهرمانی وزنه‌برداری جهان | مسابقات قهرمانی وزنه‌برداری جهان |
| --------------------------------------- | ------------------------------- | ------------------------------- | ------------------------------- | ------------------------------- | ------------------------------- | ------------------------------- | ------------------------------- | ------------------------------- | ------------------------------- | ------------------------------- | ------------------------------- | ------------------------------- | ------------------------------- | ------------------------------- |
| 2024                                    | منامه، بحرین                    | ۵۵ ک‌گ                           | ۸۵                              | ۹۰                              | ۹۱                              | ۸۵                              | ۱۲                              | ۱۱۷                             | ۱۲۰                             | ۱۲۰                             | ۱۲۰                             | ۲                               | ۲۰۳                             | 3                               |
| مسابقات قهرمانی وزنه‌برداری اروپا        |                                 |                                 |                                 |                                 |                                 |                                 |                                 |                                 |                                 |                                 |                                 |                                 |                                 |                                 |
| ۲۰۲۴                                    | صوفیه، بلغارستان                | ۶۷ ک‌گ                           |                                 |                                 |                                 | ۱۴۱                             | ۳                               |                                 |                                 |                                 | ۱۷۱                             | ۱                               | ۳۱۱                             | 1                               |
| قطر کاپ                                 |                                 |                                 |                                 |                                 |                                 |                                 |                                 |                                 |                                 |                                 |                                 |                                 |                                 |                                 |
| ۲۰۲۳                                    | دوحه، قطر                       | ۵۵ ک‌گ                           | ۷۸                              | ۸۱                              | ۸۳                              | ۸۱                              | ۴                               | ۱۰۵                             | ۱۰۸                             | ۱۱۳                             | ۱۰۸                             | ۴                               | ۱۸۹                             | [ ۱ ]                           |
| مسابقات قهرمانی وزنه‌برداری جوانان جهان  |                                 |                                 |                                 |                                 |                                 |                                 |                                 |                                 |                                 |                                 |                                 |                                 |                                 |                                 |
| ۲۰۲۳                                    | گوادالاخارا، مکزیک              | ۵۵ ک‌گ                           | ۷۸                              | ۸۱                              | ۸۵                              | ۸۵                              | ۵                               | ۱۰۲                             | ۱۰۲                             | ۱۰۷                             | ۱۰۷                             | ۱                               | ۱۸۸                             | 1                               |
| مسابقات قهرمانی وزنه‌برداری جوانان اروپا |                                 |                                 |                                 |                                 |                                 |                                 |                                 |                                 |                                 |                                 |                                 |                                 |                                 |                                 |
|                                         |                                 |                                 |                                 |                                 |                                 |                                 |                                 |                                 |                                 |                                 |                                 |                                 |                                 |                                 |
| قهرمانی نوجوانان (زیر ۱۵سال) اروپا      |                                 |                                 |                                 |                                 |                                 |                                 |                                 |                                 |                                 |                                 |                                 |                                 |                                 |                                 |
| ۲۰۱۹                                    | ایلات، اسرائیل                  | ۴۹ ک‌گ                           | ۶۳                              | ۶۶                              | ۶۷                              | ۶۷                              | 2                               | ۸۲                              | ۸۲                              | ۸۴                              | ۸۴                              | 3                               | ۱۵۱                             | [ ۲ ]                           |

۲۰۲۳-۰۹-۰۴ WC Riyadh KSA ۵۵٫۰۰ ۸۳٫۰ ۸۶٫۰ ۸۶٫۰ ۱۲ ۱۰۷٫۰ ۱۰۷٫۰ ۱۱۴٫۰ ۸ ۱۹۰٫۰ ۷ ۲۷۲٫۷ قهرمانی جهان
۲۰۲۳-۰۷-۲۵ EC Bucharest ROU ۵۸٫۵۵ ۸۳٫۰ ۸۶٫۰ ۸۸٫۰ ۵ ۱۰۸٫۰ ۱۱۲٫۰ ۱۱۲٫۰ ۳ ۱۹۸٫۰ ۳ ۲۷۲٫۳ جوانان اروپا
۲۰۲۳-۰۴-۱۵ EC Yerevan ARM 53.68 77.0 80.0 80.0 7 99.0 107.0 107.0 7 179.0 6 261.4
2022-08-10 EC Raszyn POL ۴۸٫۵۵ ۶۷٫۰ ۷۰٫۰ ۷۳٫۰ ۱ ۸۵٫۰ ۹۰٫۰ ۹۴٫۰ ۱ ۱۶۷٫۰ ۱ ۲۶۳٫۰ نوجوانان اروپا
۲۰۲۱-۰۸-۲۰ EC Ciechanów POL ۴۸٫۲۰ ۶۸٫۰ ۷۱٫۰ ۷۱٫۰ ۴ ۹۰٫۰ ۹۰٫۰ ۹۲٫۰ --- --- نوجوانان اروپا
۲۰۱۹-۱۲-۰۶ EC Eila ISR ۴۸٫۵۰ ۶۳٫۰ ۶۶٫۰ ۶۷٫۰ ۲ ۸۲٫۰ ۸۲٫۰ ۸۴٫۰ ۳ ۱۵۱٫۰ ۲ ۲۳۷٫۴ نوجوانان اروپا